# Christer Wide
Christer Wide, född 1945 i Ulricehamn, död 2010 i Krokek, var en svensk formgivare och konstsmed.
Christer Wide utbildade sig till metall- och träslöjdsslöjdlärare med examen 1970. Han var slöjdlärare på bland andra Råsslaskolan utanför Norrköping och Enebyskolan i Norrköping fram till 1978, och därefter konstsmed på heltid. Han arbetade huvudsakligen i tenn.

## Offentliga verk i urval
- Nattvardsservis till Kolmårdskyrkan i Kolmårdens djurpark
- Ljusbärare med mera i Lindö kapell i Norrköping
- Ljusbärare i Krokeks kyrka
- Symfoni, Konserhuset i Linköping
- Porträtt av Ulf Svensson, bronsbyst utanför Kolmårdskyrkan i Kolmårdens djurpark

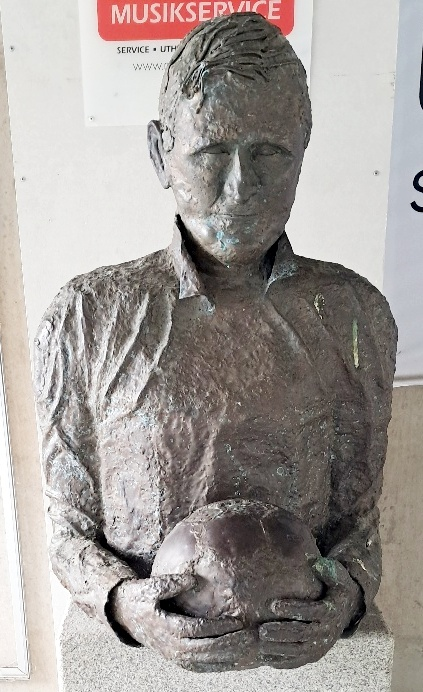
Georg Eriksson på Norrköpings Idrottspark

- Georg Eriksson på Norrköpings IdrottsparkPorträttrelief av Georg "Åby" Ericson, idrottsparken i Norrköping (tillsammans med sonen Jon Wide)